# René Le Grevès
René Le Grevès (6. juli 1910 – 25. februar 1946) var en fransk cykelrytter som deltog i de olympiske lege 1932 i Los Angeles.
Le Grevès vandt en sølvmedalje i banecykling i under OL 1932 i Los Angeles. Han var med på det franske hold som kom på en andenplads i konkurrencen i 4000 meter forfølgelsesløb efter Italien. De andre på holdet var Paul Chocque, Henri Mouillefarine og Amédée Fournier.